# Kenn Hansen
Kenn Hansen (Copenaghen, 29 maggio 1980) è un ex arbitro di calcio danese.

## Carriera
Nato a Copenaghen nel distretto di Østerbro, Hansen iniziò la sua carriera come arbitro nella Superliga danese nel 2008, per diventare arbitro internazionale FIFA nel 2011.
Nel 2015 si ritirò dall'attività di arbitro.